# Mattias Ohlin
Rolf Lennart Mattias Ohlin, född den 4 februari 1978 i Trelleborg, är en svensk före detta tävlingssimmare, som deltog vid de Olympiska spelen 2000 och 2004. Han simmade främst ryggsim på tävlingar, men även fjärilsim och frisim. Han tog sju medaljer i lagkapp (4×100 m medley och frisim) vid Världs- och Europamästerskap, varav en av guld: vid Världsmästerskapen i kortbanesimning 2000 på 4×100 m frisim (som dessutom vanns på ny världsrekordtid, 3.09.57).
Ohlin simmade för Trelleborgs simsällskap. Efter gymnasiet åkte han till USA där han först studerade ekonomi vid och simmade för Louisiana State University 1997-1999 (blev sexa vid NCAA-mästerskapen på 100 yards fjärilsim 1999) och därefter vid/för UC Berkeley där han vann NCAA-mästerskapen på 4×100 yards frisim 2001 (med Duje Draganja, Anthony Ervin och Matt Macedo).

## Meriter

### OS, VM och EM
Mattias Ohlins placeringar vid internationella mästerskap (ljusblå bakgrund markerar finalsimningar):
|                | Långbana | Långbana | Långbana | Långbana | Långbana | Långbana | Långbana | Långbana | Kortbana | Kortbana | Kortbana | Kortbana |
| Distans        | EM 1999  | EM 2000  | OS 2000  | VM 2001  | EM 2002  | VM 2003  | EM 2004  | OS 2004  | VM 1997  | VM 1999  | VM 2000  | VM 2002  |
| -------------- | -------- | -------- | -------- | -------- | -------- | -------- | -------- | -------- | -------- | -------- | -------- | -------- |
| 100 m frisim   |          |          |          |          |          |          | 16       |          |          |          |          |          |
| 50 m ryggsim   |          |          |          | 36       |          |          |          |          |          |          |          | DNS      |
| 100 m ryggsim  | 8        | 16       | 36       |          | DNS      | 44       |          |          |          | 7        | 17       | 16       |
| 200 m ryggsim  |          |          |          |          |          |          |          |          | 16       |          |          |          |
| 4×100 m frisim | 5        |          | 6        | 4        |          | 9        | 4        | DSQ      |          |          |          |          |
| 4×200 m frisim |          |          |          |          |          |          | 11       |          |          |          |          | 10       |
| 4×100 m medley |          |          | 10       |          |          |          | 8        |          |          |          |          | 5        |

DNS = anmäld, men startade ej. DSQ = diskvalificerad

#### Olympiska spel
Vid OS 2000 i Sydney deltog Mattias Ohlin individuellt i försöken på 100 m ryggsim där han hade trettiosjätte tid (57,51, men det krävdes 56,19 för semifinal). 
På 4×100m frisim hade det svenska laget sjätte försökstid (3.19,80) och i finalen blev det en sjätteplats för Stefan Nystrand, Lars Frölander, Mattias Ohlin och Johan Nyström med tiden 3.19,60. I försöken på 4×100m medley hade det svenska laget tionde bästa försökstid (3.40.88 - 32/100 från final).
2004 diskvalificerades det svenska laget på 4×100m frisim i försöken på grund av överväxling (Lars Frölander var 12/100 för snabb ut på sistasträckan när han skulle ta över efter Ohlin - laget hade nionde tid när Ohlin nådde kaklet). Detta var Ohlins enda uppdrag vid dessa spel – med detta var det färdigsimmat i OS för Ohlins del och därmed var hans internationella simkarriär över.

#### Världsmästerskapen på långbana
Mattias Ohlins första långbane-VM gick i Fukuoka (Japan) 2001 där han ställde upp på 50 m ryggsim och kom på trettiosjätte plats i försöken (27,36 - 26,33 krävdes för semifinal). På 4×100m fritt kvalificerade det svenska laget sig till final genom femte bästa försökstid (3,19,20) och i finalen simmade Mattias Ohlin, Lars Frölander, Stefan Nystrand och Eric la Fleur in som fyra (3.18,00), nytt svenskt rekord och bara åtta hundradelar bakom Tyskland som kom på bronsplats, efter att USA, trea i mål, diskvalificerats.
Vid långbane-VM 2003 i Barcelona deltog Ohlin i försöken på 100 m ryggsim där han hade 44:e tid (57,75 - mer än två sekunder från de 55,67 som krävdes för semifinal). I försöken på 4×100m fritt simmade det svenska laget (la Fleur, Nystrand, Frölander och Ohlin; samma deltagare som 2001) in på nionde plats (3.19,22 - 43/100 från en finalplats).

#### Världsmästerskapen på kortbana
Mattias Ohlins första internationella mästerskap var Världsmästerskapen i kortbanesimning 1997 som gick i Göteborg. Han startade här på 200 m ryggsim där han kom på sjuttonde plats i försöken (1.59,99), men efter strykningar fick han simma B-final där han simmade en och en halv sekund långsammare än i försöken, och därigenom kom sist (2.01,49) - men ändå sextonde i världen vid debuten.
Vid nästa kortbane-VM, 1999 i Hong Kong, startade Ohlin på 100 m ryggsim, där han gick till final via sextonde försökstid (54,54), vilken med fyra hundradelars marginal förde honom vidare till semifinal, där han hade sjunde bästa tid (53,83), vilken med tio hundradelar tog honom till final, där han slutade sjua (54,30). I frisimslagkappen på 4×100 m gick det svenska laget till final med näst bästa försökstid (3.16,37) och i finalen blev det en bronsmedalj för Dan Lindström, Lars Frölander, Mattias Ohlin och Daniel Carlsson som simmade på tiden 3.12,69. I 4×100m medley hade svenskarna tredje bästa försökstid (3.35,74), men simmade upp sig en placering i finalen och Mattias Ohlin, Patrik Isaksson, Daniel Carlsson och Lars Frölander tog silver med tiden 3.30,32.
2000 i Aten startade Mattias Ohlin i försöken på 100 m ryggsim och kom på sjuttonde plats (54,41), två hundradelar från en semifinal. Bättre gick det i lagkappen på 4×100 m fritt, där Johan Nyström, Lars Frölander, Mattias Ohlin och Stefan Nystrand vann finalen på den nya världsrekordtiden 3.09,57, efter att även ha haft bästa tid i försöken (3.15,23 - i försöken simmade Johan Wallberg i stället för Frölander).
Vid Världsmästerskapen i kortbanesimning 2002 i Moskva var Ohlin anmäld på 50 m ryggsim, men startade ej. Det gjorde han på den dubbla distansen där han hade tionde försökstid (53,37), men i semifinal gick det inte och han hade där sextonde och sista tid (54,22). Ohlin deltog i alla tre lagkapperna och det svenska laget gick till final i två av dem, men inte på 4×200m frisim där de hade tionde tid i försöken (7.25,15). I medleyfinalen på 4×100m, blev det en femteplats (3.32,27) för Mattias Ohlin, Martin Gustavsson, Lars Frölander och Stefan Nystrand efter att ha haft femte försökstid (3.35,78). På 4×100m fritt simmade svenskarna på tredje bästa försökstid (3.15,79), vilket förbättrades till 3.14,11 i finalen en halv sekund efter vinnande USA, vilket innebar silver för Eric la Fleur, Stefan Nystrand, Lars Frölander och Mattias Ohlin.

#### Europamästerskap (långbana)
Vid EM 1999 i Istanbul simmade Mattias Ohlin final på 100 m ryggsim där han belade åttondeplatsen (56,76), efter att ha satt svenskt rekord i försöken med 56,50 (och slog därmed Bengt Barons nitton år gamla rekord från OS 1980 med tre hundradelar). Det svenska lagkappslaget på 4×100 m medley (Mattias Ohlin, Patrik Isaksson, Daniel Carlsson och Lars Frölander) simmade i finalen på samma tid som det ryska laget (3.42,18, svenskt rekord) och de delade därför bronsplatsen. På 4×100 m frisim kom Anders Lyrbring, Lars Frölander, Mattias Ohlin och Stefan Nystrand femma (3.21,02).
Vid EM 2000 i Helsingfors hade Ohlin sextonde tid i försöken (57,08) på 100 m ryggsim och sedan simmade han på sextonde tid (57,65) även i semifinal. Det svenska medleylaget på 4×100 m hade fjärde bästa tid (3.42,06) i försöken och i finalen simmade Mattias Ohlin, Martin Gustavsson, Lars Frölander och Stefan Nystrand in på silverplats (3.40,43 - 1,14 efter Ryssland).
EM 2002 avgjordes i Berlin och här var Ohlin anmäld på 100 m rygg, men startade ej på grund av sjukdom. I försöken på 4×100 m fritt hade Eric la Fleur, Erik Dorch, Mattias Ohlin och Jonas Tilly tredje bästa försökstid (3.21,27), till finalen gick Lars Frölander in i stället för Tilly och Sverige simmade in på silverplatsen med 3.17,75, nytt svenskt rekord och endast åtta hundradelar efter de tyska guldmedaljörerna.
Vid EM 2004 i Madrid deltog Mattias Ohlin inte i ryggsim, utan simmade i stället frisim individuellt. Han var anmäld på 200 m, men strök sig, och på 100 m hade han fjortonde försökstid (50,69), men i semifinalerna kom han på sextonde plats (50,96). Han deltog i alla tre lagkapperna, liksom han gjorde i kortbane-VM två år tidigare, och, liksom då, gick lagen till final på 4×100 m fritt (femte försökstid - 3.20,64) och 4×100 m medley (femte försökstid - 3.42,46), men inte på 4×200 m fritt, där det blev en elfte plats i försöken (7.34,14). I frisimslagkappen blev det en fjärdeplats (3.19,62 - 1,52 från brons) för Erik Andersson, Stefan Nystrand, Mattias Ohlin samt Petter Stymne, och i medleylagkappen överväxlade det svenska laget i finalen.

### Svenska mästerskap
Mattias Ohlin tog fjorton individuella SM-guld under karriären. Medaljtabell:
| Kortbana       | Kortbana | Kortbana | Kortbana | Kortbana | Kortbana | Kortbana | Kortbana | Kortbana | Kortbana | Kortbana |
| Distans        | 1996     | 1997     | 1998     | 1999     | 2000     | 2001     | 2002     | 2003     | 2004     | 2005     |
| -------------- | -------- | -------- | -------- | -------- | -------- | -------- | -------- | -------- | -------- | -------- |
| 200 m frisim   |          |          |          |          |          |          |          |          |          |          |
| 50 m ryggsim   |          |          |          |          |          |          |          |          |          |          |
| 100 m ryggsim  |          |          |          |          |          |          |          |          |          |          |
| 200 m ryggsim  |          |          |          |          |          |          |          |          |          |          |
| 4×50 m frisim  |          |          |          |          |          |          |          |          |          |          |
| 4×100 m frisim |          |          |          |          |          |          |          |          |          |          |
| 4×50 m medley  |          |          |          |          |          |          |          |          |          |          |
| Långbana       |          |          |          |          |          |          |          |          |          |          |
| Distans        | 1996     | 1997     | 1998     | 1999     | 2000     | 2001     | 2002     | 2003     | 2004     | 2005     |
| 100 m frisim   |          |          |          |          |          |          |          |          |          |          |
| 200 m frisim   |          |          |          |          |          |          |          |          |          |          |
| 50 m ryggsim   |          |          |          |          |          |          |          |          |          |          |
| 100 m ryggsim  |          |          |          |          |          |          |          |          |          |          |
| 200 m ryggsim  |          |          |          |          |          |          |          |          |          |          |
| 4×100 frisim   |          |          |          |          |          | [ 19 ]   | [ 20 ]   | [ 21 ]   |          |          |
| 4×100 medley   |          |          |          | [ 22 ]   |          |          |          |          |          |          |

Ohlin deltog även någon gång på fjärilsim i SM, men det blev inga medaljer.

### Utmärkelser
Mattias Ohlin tilldelades Skånes simförbunds guldmedalj 1999 och erhöll Stora Grabbars märke samma år.